# 마거리트 모로
마거리트 모로(Marguerite Moreau, 1977년 4월 25일 ~ )는 미국의 배우이다.

## 출연 작품
- 마이티 덕 2
- 인투 더 애쉬 - 타라 브레너 역